# Les Somnambules (roman)
Pour les articles homonymes, voir Les Somnambules (homonymie).
Les Somnambules (titre original : Die Schlafwandler) est le premier roman de Hermann Broch sous forme de trilogie dont chacun des romans analyse une période historique autour de trois dates, associé à un personnage spécifique : 1888, Pasenow ou le Romantisme (die Romantik) ; 1903, Esch ou l'Anarchie (die Anarchie) ; 1918, Huguenau ou le Réalisme (die Sachlichkeit). Le fil conducteur de la trilogie est que chaque roman représente une étape dans la dégradation du système de valeurs des sociétés européennes.

## Résumé
Les romans s'étalent sur trois dates, chacune séparée de la précédente par quinze ans d'écart, auquel est associé un protagoniste. La première date soit 1888-Pasenow revêt une importance particulière qui correspond à la période nommé « la joyeuse Apocalypse » par Hermann Broch dans son essai dédié à Hugo von Hofmannsthal, dont l'expression désigne le sentiment de désastre imminent et d'effondrement prochain de l'Empire austro-hongrois qui habitait une grande partie de ses citoyens au début du XXe siècle. Les deux dernières dates soit 1903, Esch et 1918, Huguenau sont dédiés aux développement de cette même Apocalypse.

### 1888, Pasenow ou le Romantisme (die Romantik)
Le premier roman démarre avec la période romantique et l’essor des activités commerciales et industrielles qui fait vaciller les valeurs traditionnelles de l'aristocratie prussienne. Il décrit l'univers de l'aristocratie prussienne à travers le personnage Pasenow qui incarne l'idéal romantique allemand.

### 1903, Esch ou l'Anarchie (die Anarchie)
Le deuxième roman décrit la condition ouvrière et des classes moyennes de l'époque wilhelminienne à travers le personnage de Esch, congédié pour une faute qu'il n'a pas commise et conteste en vain son sort, tenté ainsi par les mouvements anarchistes. Cette partie contextualise les crises socio-économiques au début du XXe siècle et le développement d’une société de consommation et de divertissement dilue peu à peu toute dignité humaine.

### 1918, Huguenau ou le Réalisme (die Sachlichkeit)
Le troisième roman évoque l'Europe révolutionnaire et le triomphe d'Huguenau en novembre 1918. Il synthétise l’ensemble des romans en mettant en évidence l'individualisme émergent de l’homme moderne.
L’auteur a écrit chaque partie avec une structure et un style particulier qui prennent sens dans la globalité du roman et forment un tout cohérent et in fine indissociable.
La traduction française des Somnambules est tardive soit en 1956-1957, dans la collection "Du Monde entier", chez Gallimard soit deux décennies après la version anglaise.